# Serieåret 1982

## Händelser

### Okänt datum
- För att hindra utflytten till förlag som First Comics, Pacific Comics, och Eclipse Comics, börjar DC Comics betala ut royalties till serietecknare och författare av serier som säljer minst 100 000 exemplar i kiosken;[1] Marvel tar snart efter med Epic Comics.[2]
- När Bamses och Brummelisas första barn skall födas i serietidningen Bamse har man en gissningstävling i tidningen om hur många barn det skall bli och vilket kön. Tävlingen får nästan 80 000 svar. Svar: en flicka och två pojkar, Nalle-Maja, Brum och Teddy.
- Goliat, svensk serie skapad av Kenneth Hamberg, kommer ut med sitt första nummer som egen serietidning.[3]
- Svenska Serier läggs ned.[4]
- Oppfinnar-Jockes kluriga magasin debuterar i Sverige.[5]
- Masters of the Universe får en gratistidning i Sveriges leksaksaffärer.[6]

## Pristagare
- 91:an-stipendiet: Ola Ericson

## Utgivning
- Kalle Ankas Pocket 43: Stål-Kalle slår till igen

### Album
- Stjärnspel i Västern (Lucky Luke)[7]

## Födda
- 8 juni - Henrik Bromander, svensk serietecknare.
- 7 december - Lisen Adbåge, svensk illustratör, serietecknare och barnboksförfattare.

## Avlidna
- 25 juli - Hal Foster, 89, kanadensisk-amerikansk serietecknare.

### Fotnoter
1. ↑  "Two Men and their Comic Books," in San Diego Reader, av Jay Allen Sanford, 19 augusti. Läst via Web (Archive.org) 31 mars 2008.
2. ↑  Shooter, Jim. "Bullpen Bulletins: The Truth About the Epic Comics Group!" Marvel Comics-omslag, daterat november 1982.
3. ↑  Swecomics
4. ↑  Seriesamlarna
5. ↑  Seriesamlarna
6. ↑  ”Seriesamlarna”. http://www.seriesam.com/cgi-bin/guide?s=MASTERS+OF+THE+UNIVERSE+(1982). Läst 11 mars 2011.
7. ↑  ”Lucky Luke på svenska”. Arkiverad från originalet den 11 november 2014. https://web.archive.org/web/20141111004811/http://www.visit.se/~dampgrodan/album_kronolog.html. Läst 12 mars 2011.